# Calimaya de Díaz González
Calimaya de Díaz González, eller bara Calimaya de Díaz är en stad i Mexiko, och administrativ huvudort i kommunen Calimaya i delstaten Mexiko, i den centrala delen av landet. Staden hade 11 165 invånare vid folkräkningen 2010 och är det största samhället i kommunen.
Den 29 juli firas Sankt Peter och Sankt Paul i Calimaya de Díaz González i en stor folkfest. När det är möjligt anordnas tjurfäktning och tuppfäktning. Kyrkan Iglesia San Pedro y San Pablo och dess kyrkogård, kloster och kapell invigdes i mitten av 1500–talet. Kyrkan har genomgått många omfattande renoveringar men klostret och kapellet är till stor del bevarade.
Staden hette tidigare enbart Calimaya men uppkallades efter politikern Prisciliano María Díaz González (som föddes i staden) 1894.

## Galleri

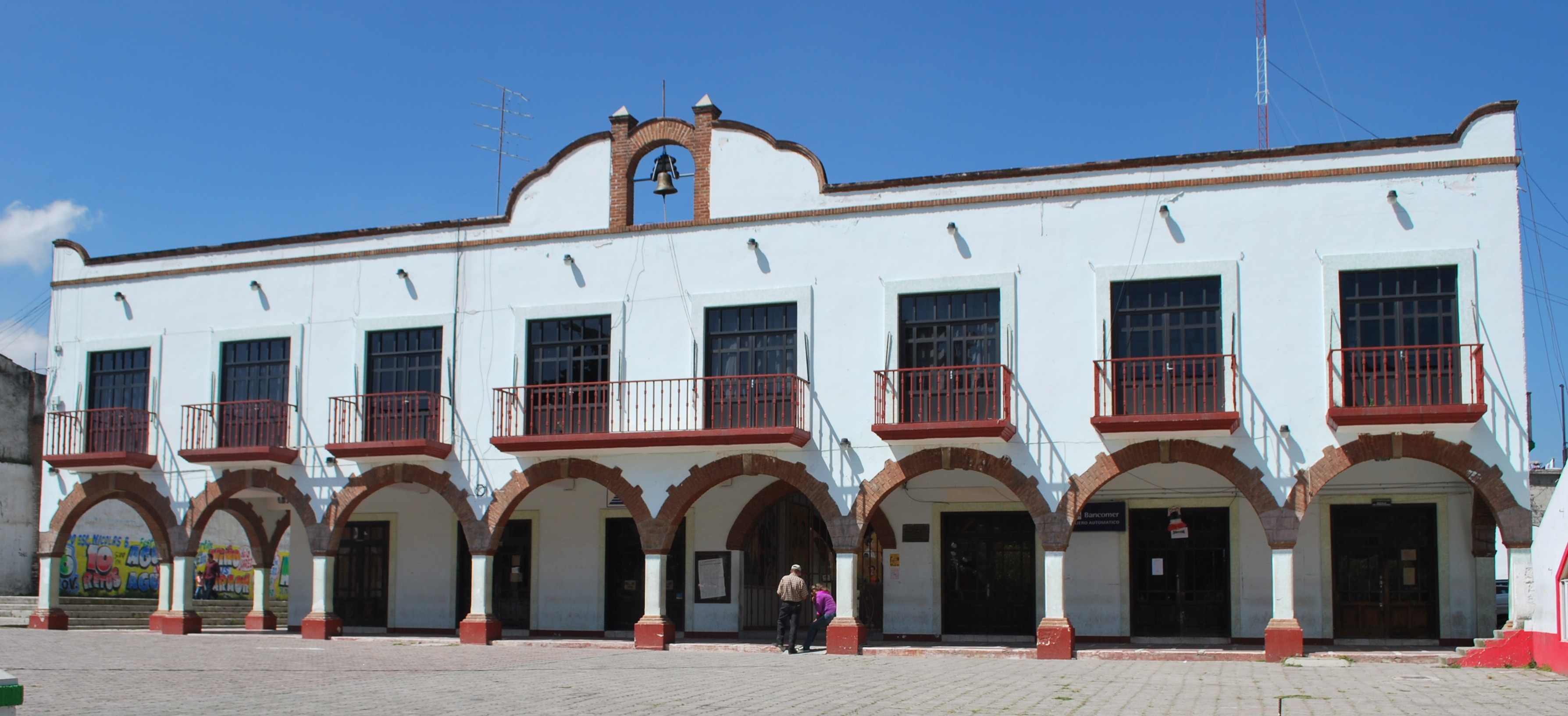
Stadshuset.
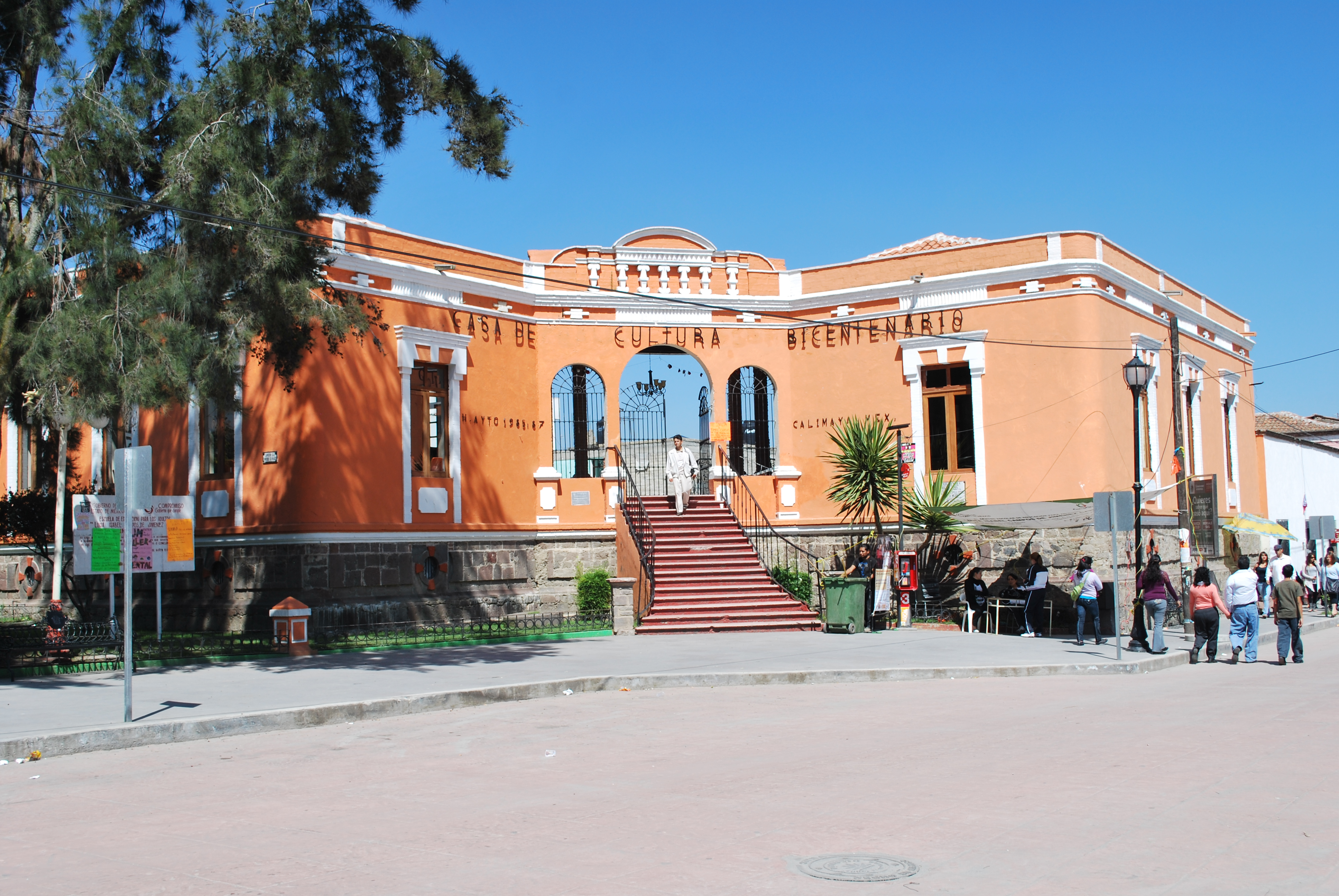
Stadens kulturhus.
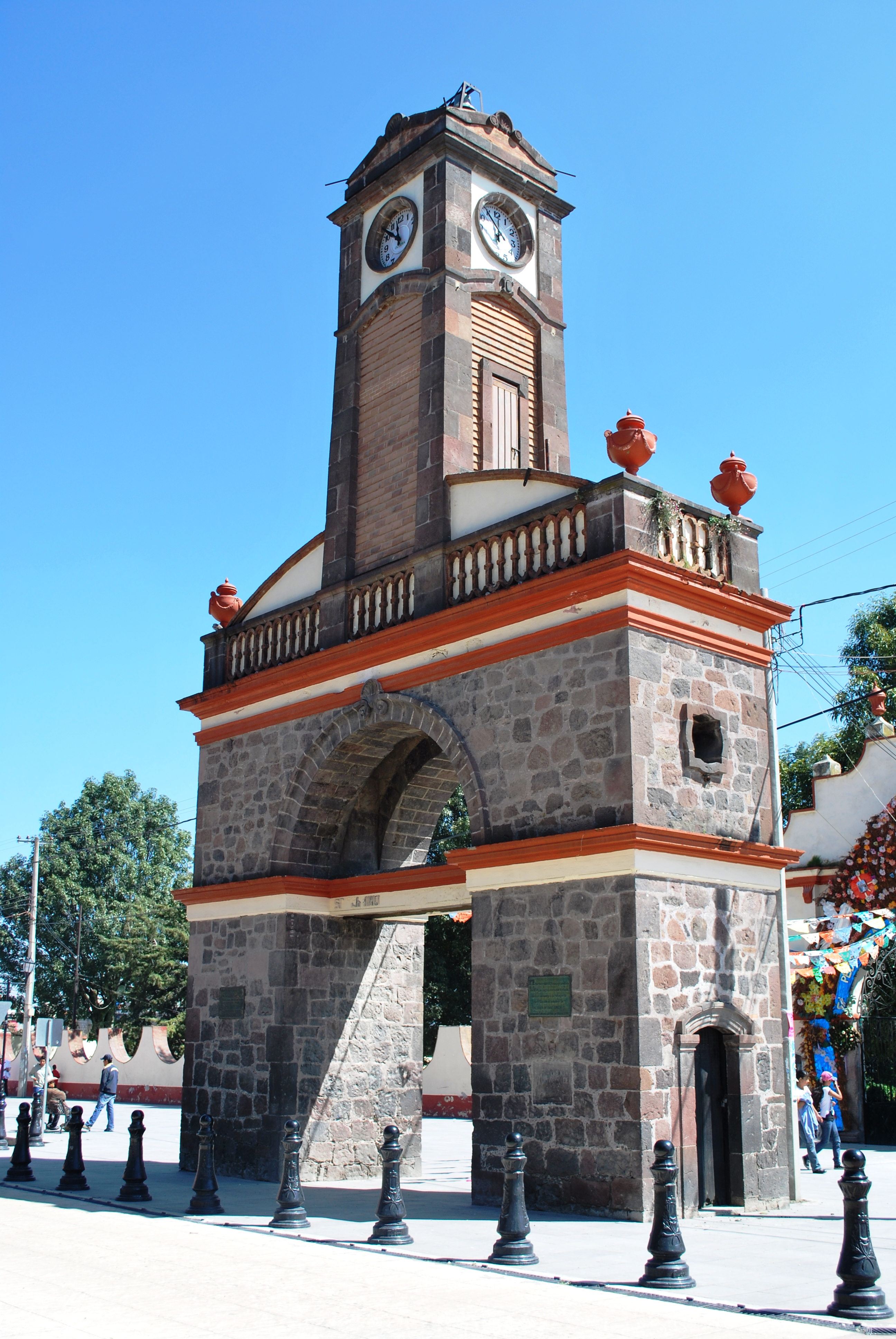
Klocktornet Prisciliano Díaz González på Avenida Benito Juárez.
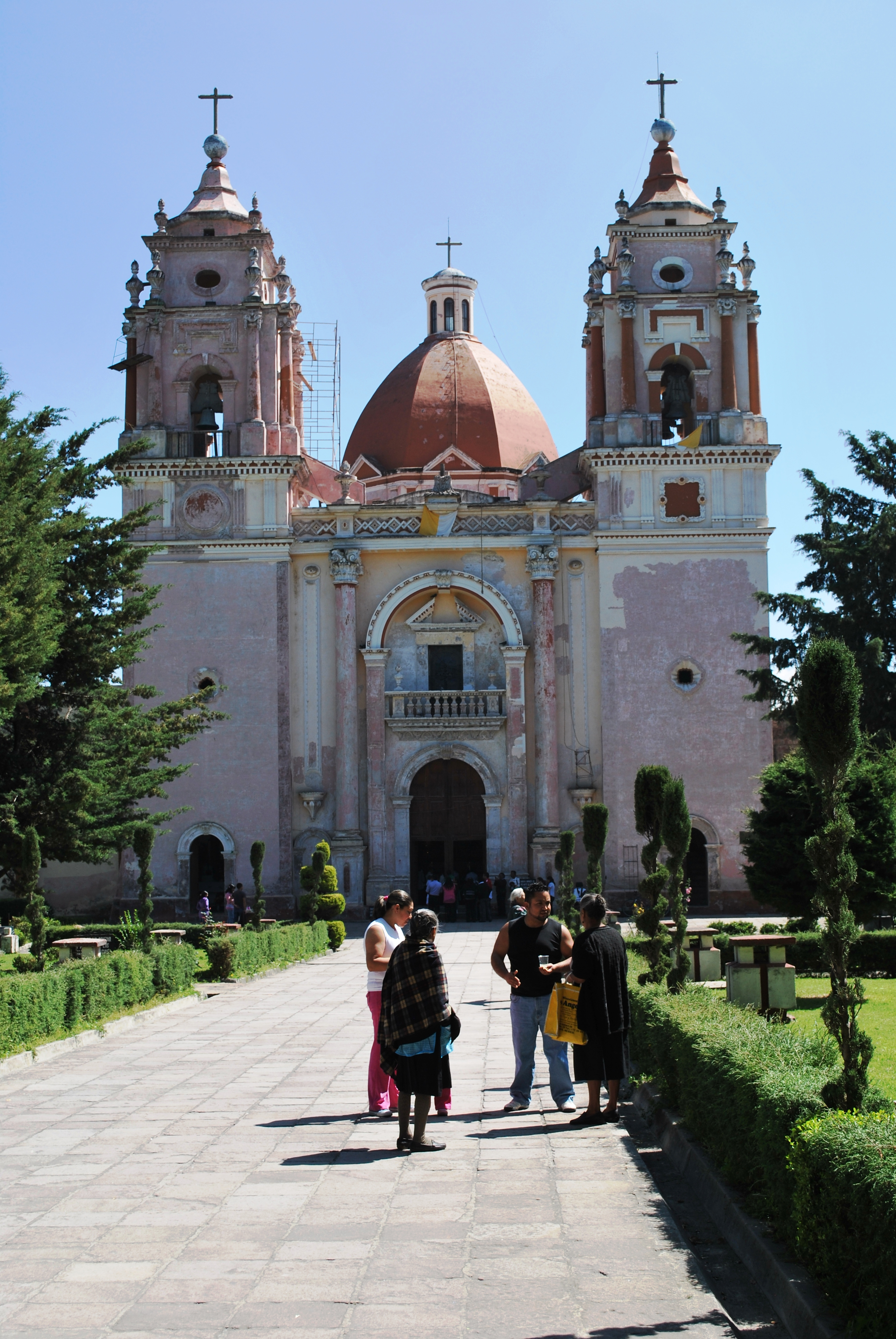
San Pedro y San Pablo-kyrkan.
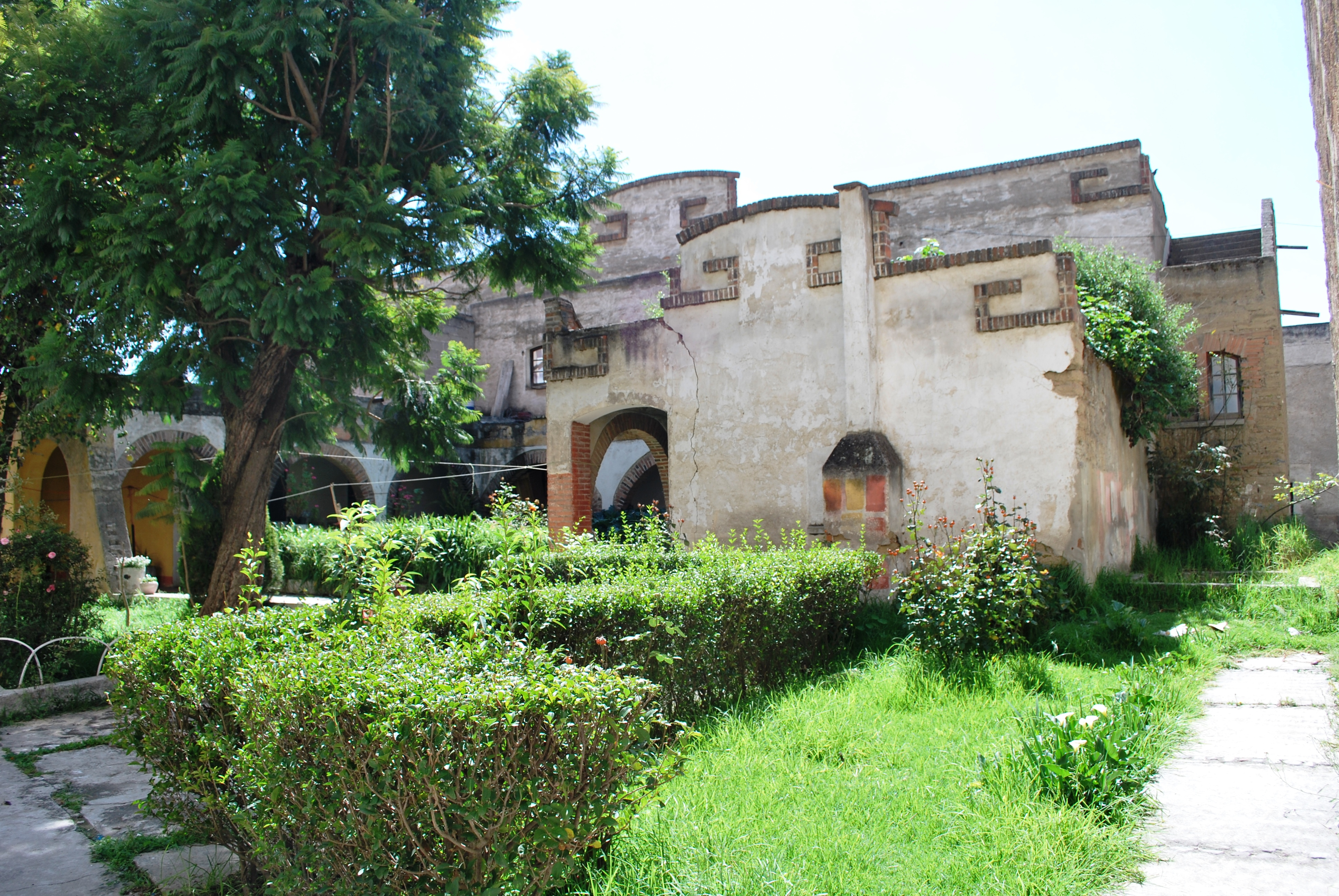
Kloster.
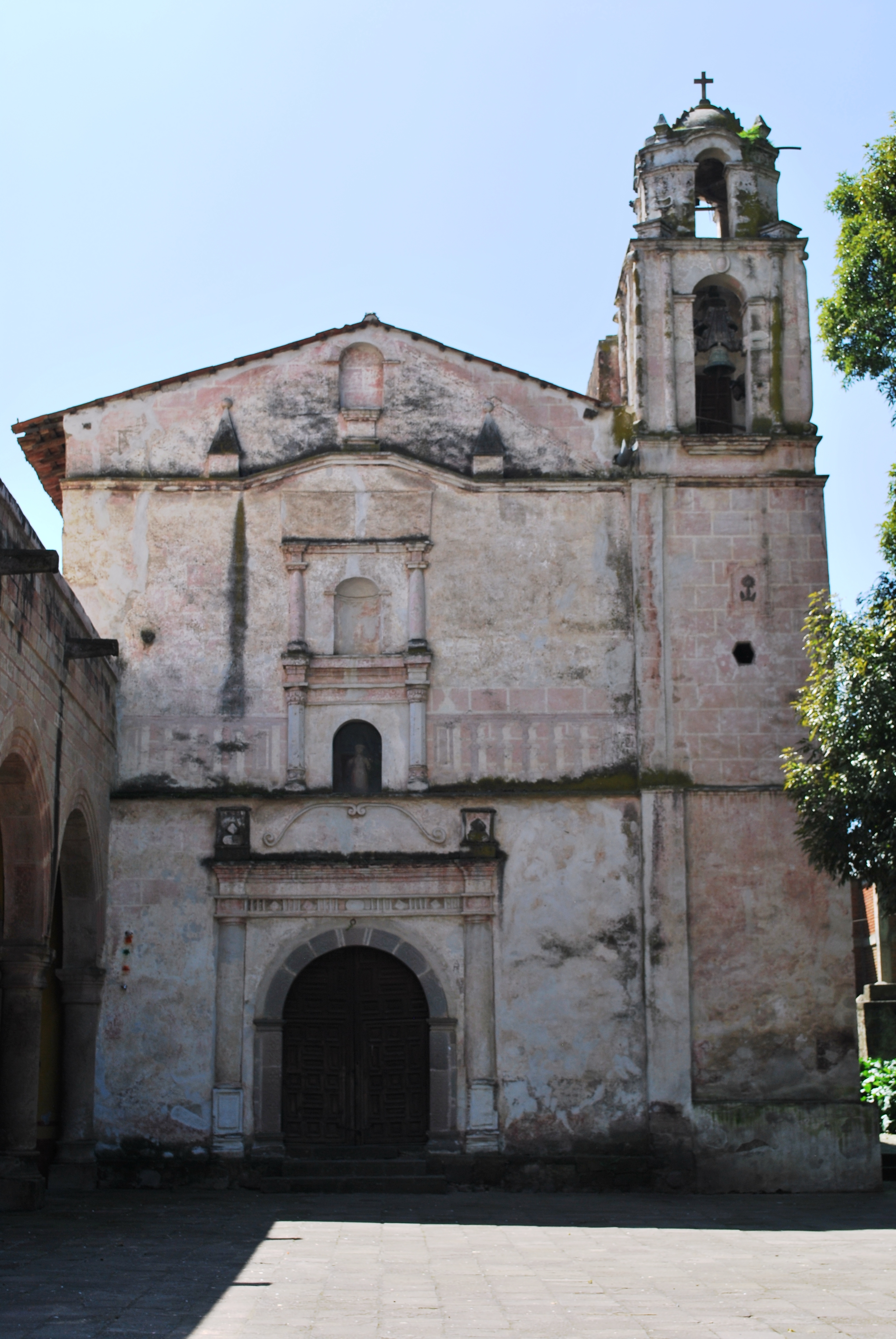
Capello de Calimaya.